# Загвіздянська сільська територіальна громада
Загвіздянська сільська територіальна громада — територіальна громада в Україні, в Івано-Франківському районі Івано-Франківської області. Адміністративний центр — село Загвіздя.
Утворена шляхом об'єднання Загвіздянської та Підліської сільських рад Тисменицького району.

## Населені пункти
До складу громади входять 2 села: Загвіздя та Підлісся.